# Ше (Ду)
Ше (фр. Chay) насеље је и општина у источној Француској у региону Франш-Конте, у департману Ду која припада префектури Безансон.
По подацима из 2011. године у општини је живело 194 становника, а густина насељености је износила 29,66 становника/km². Општина се простире на површини од 6,54 km². Налази се на средњој надморској висини од 250 метара (максималној 502 m, а минималној 245 m).

## Демографија
| 1962. | 1968. | 1975. | 1982. | 1990. | 1999. | 2011. |
| ----- | ----- | ----- | ----- | ----- | ----- | ----- |
| 95    | 117   | 112   | 126   | 126   | 141   | 194   |

График промене броја становника у току последњих година